# Karjala Cup 2002 (duben)
Hokejový turnaj byl odehrán od 18.4.2002 - do 21.4.2002 v Helsinkách. Utkání Švédsko - Česko bylo odehráno v Stockholmu

## Výsledky a tabulka
|    |         | FIN    | RUS    | SWE     | CZE   | V | VP | PP | P | Skóre | B |
| 1. | Finsko  | Finsko | 2:1 SN | 2:1     | 6:3   | 2 | 1  | 0  | 0 | 10:5  | 8 |
| 2. | Rusko   | 1:2 SN | Rusko  | 3:2 SN  | 4:1   | 1 | 1  | 1  | 0 | 8:5   | 6 |
| 3. | Švédsko | 1:2    | 2:3 SN | Švédsko | 4:2   | 1 | 0  | 1  | 1 | 7:7   | 4 |
| 4. | Česko   | 3:6    | 1:4    | 2:4     | Česko | 0 | 0  | 0  | 3 | 6:14  | 0 |

 Finsko -  Rusko 2:1  SN  (0:0, 1:0, 0:1 - 0:0, 1:0) Zpráva
18. dubna 2002 - Helsinky
- Branky  Finsko: 32. Kakko, rsn. Koivisto
- Branky  Rusko: 47. Gusmanov.
- Rozhodčí: Lärking (SWE) - Bruun, Ilkka (FIN)
- Vyloučení: 6:4 (1:0)
- Diváků: 6 491

Finsko: Norrena - Kakko, Koivisto, Nummelin, Haakana, Luoma, Grönvall, Laitinen, Tuulola - Miettinen, Vahalahti, Aalto - Turunen, Pirjetä, Rintanen - Ojanen, Hassinen, Lind - Helminen, Somervuori, Viitakoski.
Rusko: Podomackij - Žukov, Orechovskij, Bykov, Rjabykin, Guskov, Volčenkov, Vyšedkevič, Skopincev - Bucajev, Karpov, Kovalenko - Zatonskij, Prokopjev, Sušinskij - Tkačenko, Antipov, Kozněv - Savčenkov, Gusmanov, Gorovnikov.

 Švédsko -  Česko 4:2 (1:2, 2:0, 1:0) Zpráva
18. dubna 2002 - Stockholm
- Branky  Švédsko: 10:54 Jonas Johnsson, 28:37 Mattias Weinhandl, 38:32 Mathias Johansson, 56:22 Nils Ekman
- Branky  Česko: 16:38 Petr Leška, 18:09 Radek Duda
- Rozhodčí: Schimm (???) - Karlsson, Svensson (SWE)
- Vyloučení: 8:6 (0:0)
- Diváků: 9 126

Švédsko: Liv S. - Alavaara J.-A., Gustafsson P., Hedin P., Johansson Magnus, Johansson T., Rhodin T. - Andersson N., Davidsson J., Ekman N., Falk N., Häkanson M., Hannula M., Johansson Mathias, Johnsson J., Jönsson J., Ottosson K., Sundin R., Tjärnqvist M., Wallin R., Weinhandl M.
Česko: Dušan Salfický - Marek Černošek, Miloslav Gureň, Marek Židlický, Petr Kuboš, Jiří Marušák, Angel Nikolov, František Ptáček, Martin Richter - Jaroslav Balaštík, Martin Chabada, Radek Duda, Leoš Čermák, Ondřej Kratěna, Petr Leška, Petr Míka, Jiří Novotný, Libor Pivko, Zdeněk Sedlák, Josef Straka, Martin Štrba

 Česko -  Finsko 3:6 (0:2, 0:1, 3:3) Zpráva
20. dubna 2002 - Helsinky
- Branky  Česko: 54:44 Jiří Marušák, 55:27 Petr Míka, 57:26 Libor Pivko
- Branky  Finsko: 2:38 Koivisto T., 13:49 Pärssinen T., 28:27 Pärssinen T., 40:39 Pirjetä L., 48:18 Miettinen A., 58:22 Pärssinen T.
- Rozhodčí: Karabanov (RUS) - Hämäläinen, Peltonen (FIN)
- Vyloučení: 11:11 (0:0)
- Diváků: 10 628

Česko: Dušan Salfický (Adam Svoboda) - Marek Černošek, Miloslav Gureň, Marek Židlický, Petr Kuboš, Jiří Marušák, Angel Nikolov, František Ptáček, Martin Richter - Jaroslav Balaštík, Martin Chabada, Radek Duda, Leoš Čermák, Ondřej Kratěna, Petr Leška, Petr Míka, Jiří Novotný, Libor Pivko, Zdeněk Sedlák, Josef Straka, Martin Štrba, Marek Vorel
Finsko: Lehtonen K. - Grönvall J., Haakana K., Kakko E., Karalahti J., Koivisto T., Luoma M., Nummelin P., Tuulola M. - Aalto A., Hassinen J., Helminen R., Lind J., Miettinen A., Ojanen J., Pärssinen T., Pirjetä L., Rintanen K., Somervuori E., Turunen T., Viitakoski V.

 Rusko -  Švédsko 3:2  SN  (0:2, 1:0, 1:0) Zpráva
20. dubna 2002 - Helsinky
- Branky  Rusko: 20:36 Sušinskij M., 54:51 Rjabikin D., rsn. Karpov V.
- Branky  Švédsko: 3:46 Andersson N., 15:03 Hedin P.
- Rozhodčí: Favorin - Bruun, Hirvi (FIN)
- Vyloučení: 5:10 (0:0)
- Diváků: 3 000

Rusko: Podomatskij J. - Bykov D., Guškov A., Judin A., Orechovskij O., Rjabikin D., Žukov S., Volčenkov A., Vyšedkevič S. - Antipov V., Butsayev S., Drozdětskij A., Gorovikov K.,Gusmanov R., Karpov V., Kovalenko A., Prokopjev A., Savčenkov A., Sušinskij M., Tkačenko I., Zatonskij D., Zinovjev S.
Švédsko: Wanhainen R. - Alavaara J.-A., Gustafsson P., Hedin P., Johansson Magnus, Johansson T., Kronwall N., Rhodin T. - Andersson N., Davidsson J., Ekman N., Falk N., Häkanson M., Hannula M., Johansson Mathias, Johnsson J., Jönsson J., Ottosson K., Sundin R., Tjärnqvist M., Wallin R., Weinhandl M.

 Česko -  Rusko 1:4 (0:2, 1:1, 0:1) Zpráva
21. dubna 2002 - Helsinky
- Branky  Česko: 25:56 Petr Leška
- Branky  Rusko: 9:32 Valeri Karpov, 16:26 Ravil Gusmanov, 31:41 Maxim Sušinskij, 59:19 Maxim Sušinskij
- Rozhodčí: Lepaus - Favorin, Talko (FIN)
- Vyloučení: 6:8 (0:0)
- Diváků: 3 500

Česko: Dušan Salfický - Marek Černošek, Miloslav Gureň, Marek Židlický, Petr Kuboš, Jiří Marušák, Angel Nikolov, František Ptáček, Martin Richter - Jaroslav Balaštík, Martin Chabada, Radek Duda, Leoš Čermák, Ondřej Kratěna, Petr Leška, Petr Míka, Jiří Novotný, Libor Pivko, Zdeněk Sedlák, Josef Straka, Martin Štrba, Marek Vorel
Rusko: Sokolov M. - Bykov D., Guškov A., Judin A., Rjabikin D., Skopincev A., Žukov S., Volčenkov A., Vyšedkevič S. - Antipov V., Butsayev S., Gorovikov K., Gusmanov R., Karpov V., Kovalenko A., Kozněv A., Prokopjev A., Savčenkov A., Sušinskij M., Tkačenko I., Zatonskij D., Zinovjev S.

 Finsko -  Švédsko 2:1 (0:0, 0:0, 2:1) Zpráva
21. dubna 2002 - Helsinky
- Branky  Finsko: 41:52 Ojanen J., 51:33 Miettinen A.
- Branky  Švédsko: 57:30 Jönsson J.
- Rozhodčí: Karabanov (RUS) - Bruun, Hämäläinen (FIN)
- Vyloučení: 4:5 (0:0)
- Diváků: 9 691

Finsko: Markkanen - Koivisto, Kakko, Nummelin, Haakana, Luoma, Tuulola, Karalahti, Grönvall - Turunen, Aalto, Pärssinen - Miettinen, Rintanen, Somervuori - Hassinen, Ojanen, Lind - Pirjetä, Helminen, Viitakoski.
Švédsko: Liv - Mag. Johansson, R. Sundin, T. Johansson, Rhodin, Hedin, P. Gustafsson, Alavaara, Ottosson - Weinhandl, N. Andersson, J. Johnsson - A. Johansson, J. Jönsson, Dahlén - Ekman, Davidsson, Mat. Johansson - Hannula, Haakansson, Falk.